# Martini & Rossi

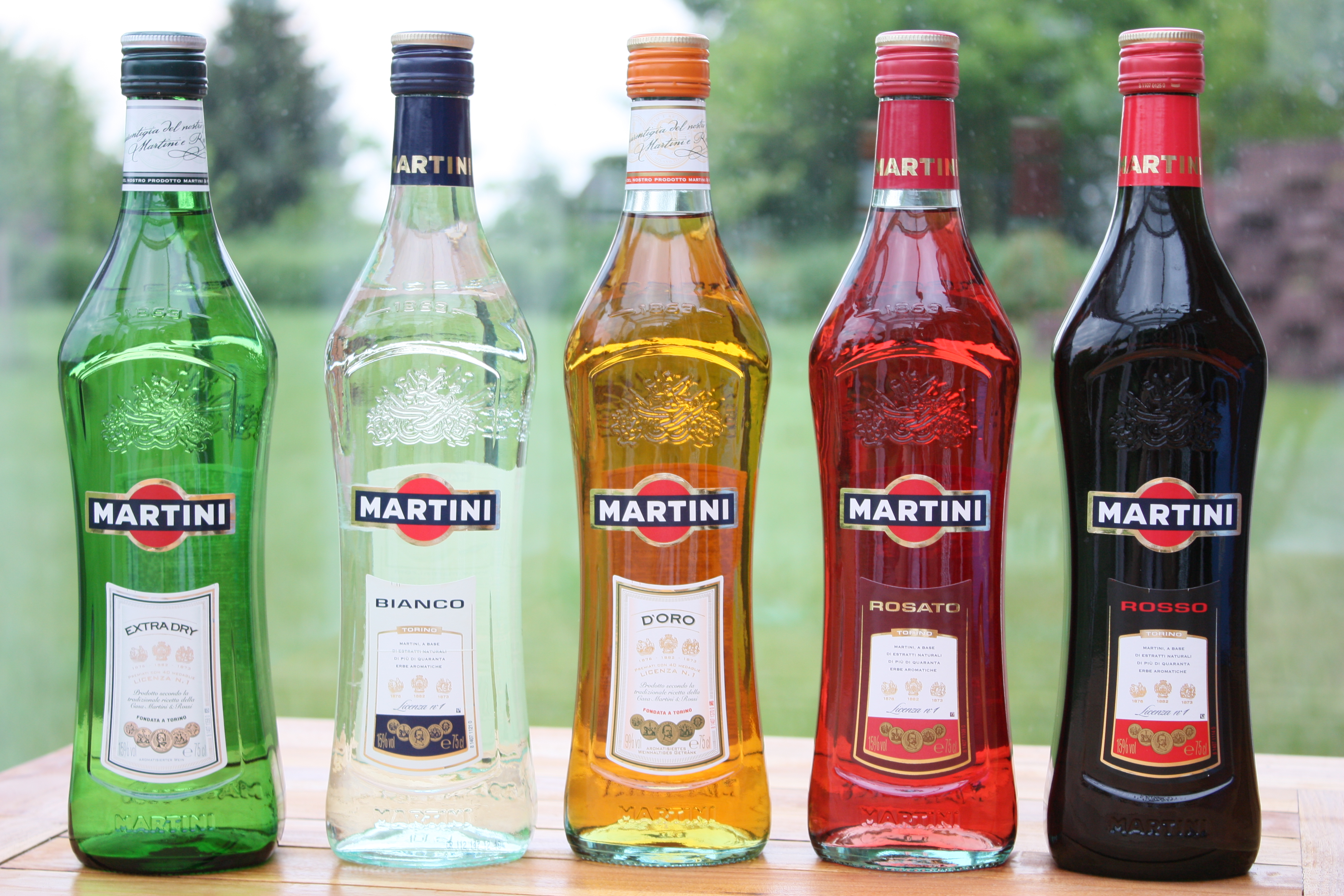
Martini

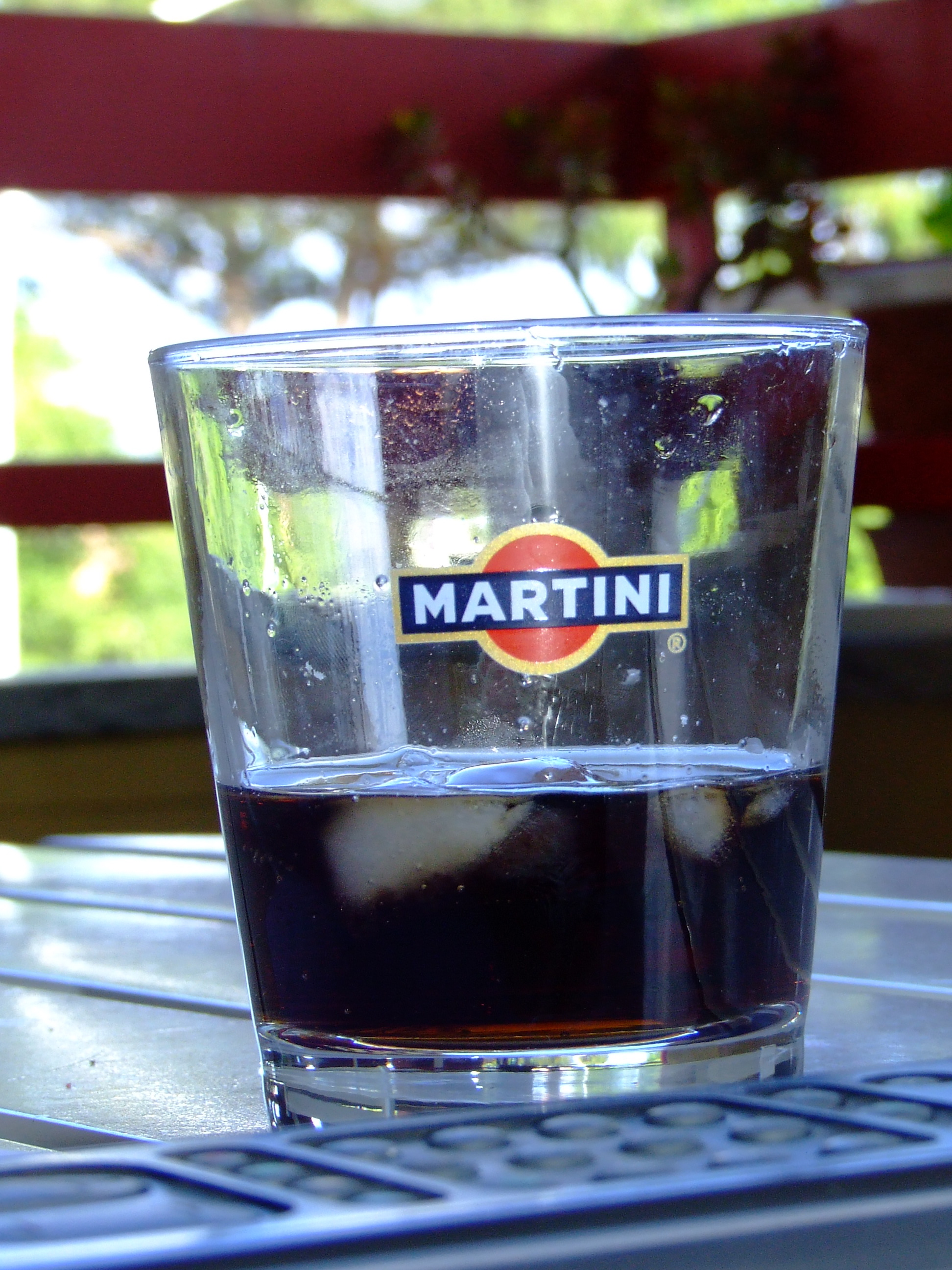
Un bicchiere con il marchio Martini

Martini & Rossi è una multinazionale italiana di Torino attiva principalmente nella produzione e distribuzione di bevande alcoliche e analcoliche, celebre principalmente per il marchio Martini e per le sponsorizzazioni sportive e culturali. Entrata a far parte del gruppo Bacardi nel 1993, ha fatto balzare quest'ultima al terzo posto nel mondo nella produzione di bevande alcoliche.

## Storia

### Storia dell'azienda

Lo storico logo dell'azienda

Gli eventi che preannunciano la nascita di Martini & Rossi risalgono al 1º luglio del 1847. In quella data, quattro commercianti piemontesi, Clemente Michel, Carlo Re, Carlo Agnelli ed Eligio Baudino, scelsero di costituire a Torino una Distilleria Nazionale da spirito di vino all'uso di Francia denominata Michel Re Agnelli e Baudino, la più diretta antenata di Martini & Rossi. Alla sede torinese e alla distilleria ubicata a San Salvatore Monferrato, ben presto si affiancano un magazzino a Genova Sampierdarena, una fabbrica di birra ad Alessandria e case di rappresentanza a Béziers e a Narbonne. Sin dai primi anni, appaiono in organico Teofilo Sola e Alessandro Martini, la cui intraprendenza consente loro di acquisire dal 1851 una compartecipazione agli utili della "Michel Re Agnelli e Baudino".
Nel 1863 la società si ristruttura e prende il nome di Martini, Sola e C.ia: vi compare un terzo socio, il liquorista Luigi Rossi, che già collaborava con la precedente gestione.
Nel 1864 la sede produttiva è trasferita a Pessione, piccola frazione di Chieri: i soci vi acquistano una palazzina dotata di cantine e circondata da una estensione di terreno dove saranno successivamente edificati i nuovi reparti aziendali.
Dopo le prime onorificenze ottenute alle Esposizioni Internazionali di Dublino (1865) e Parigi (1878), prende il via una sequenza di riconoscimenti che da tutto il mondo vanno ad arricchire il medagliere della Società, la quale nel corso della sua storia potrà fregiarsi del titolo di fornitore ufficiale di molte Case Reali in Europa e nel 1922 persino dell'Imperatore del Giappone.
Dal 1879, con la morte del socio Teofilo Sola, la ragione sociale diventa definitivamente Martini & Rossi, anche se la dicitura "successori Martini, Sola e C.ia" sopravviverà fino agli anni cinquanta del Novecento.
Nel 1887 gli uffici della direzione generale si insediano nel palazzo di corso Vittorio Emanuele II a Torino.
Con l'avvento del nuovo secolo i ruoli direttivi passano nelle mani dei figli di Luigi Rossi: Teofilo e Cesare, e successivamente Enrico ed Ernesto, la cui strategia persegue il potenziamento dei rapporti con l'estero attraverso la creazione di succursali amministrative, distributive e produttive.

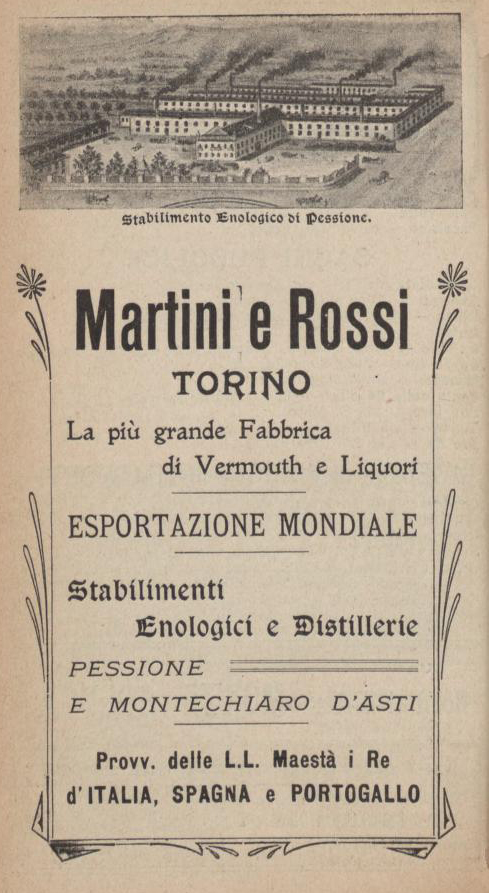
Inserzione pubblicitaria della Martini e Rossi, in occasione della Esposizione internazionale del 1906 di Milano

Nel 1911, per meriti sociali e politici, la famiglia Rossi è insignita da Vittorio Emanuele III del titolo nobiliare di Conti di Montelera.

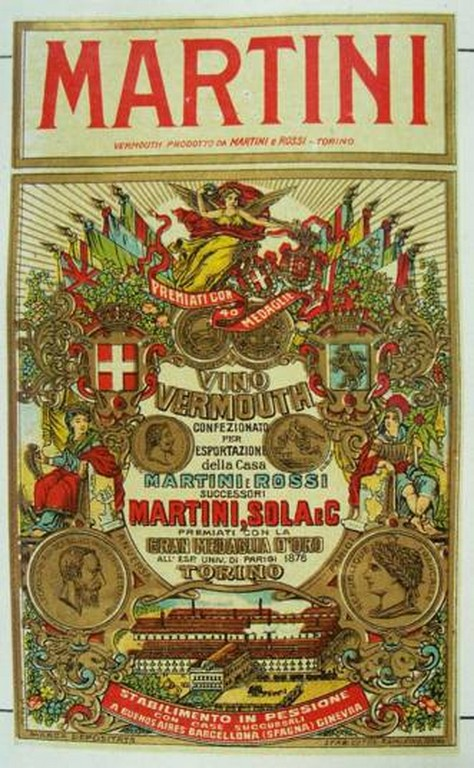
Etichetta vino e vermouth della Martini, Sola e C. poi Martini & Rossi, 6 maggio 1920

Nei primi anni del Novecento la Martini & Rossi compie un balzo in avanti, distaccando a grandi passi molte aziende dell'epoca, per merito degli uomini che la dirigono e in particolare di Teofilo Rossi. Mentre Teofilo e Cesare ricoprono cariche istituzionali e portano a compimento le rispettive carriere politiche, Enrico ed Ernesto Rossi coordinano la produzione del polo di Pessione e della nuova distilleria a vapore costruita a Montechiaro d'Asti (1901), nonché delle succursali e depositi di Buenos Aires (1884), Ginevra (1886) e così via, fino a raggiungere ogni parte del mondo.
La prima succursale nasce nel 1883 a Buenos Aires; a quella farà poi seguito l'apertura delle sedi di Ginevra (1886), di Barcellona (1893), di Londra (1900), di Parigi (1906) e di Bruxelles (1907), seguite da New York, Hong Kong, Costantinopoli, Bucarest, Yokohama ed altre.
Nel 1925, in conseguenza delle nuove leggi italiane, la Società a nome collettivo diviene Società Anonima Martini & Rossi. La terza generazione dei Rossi di Montelera, rappresentata dai cugini Lando, Metello, Napoleone e Theo, eredita l'azienda negli anni Trenta. Nel 1929 venne registrato l'iconico logo a palla rossa "ball and bar", ancora oggi uno dei più imitati al mondo.
Durante la seconda guerra mondiale la direzione della Martini & Rossi sfolla da Torino a Pessione. Alcuni stabilimenti internazionali, come quello in Germania, subiscono gravi danni: nonostante questo l'azienda decide di mantenere la piena occupazione per tutelare i dipendenti durante il periodo bellico. Si può parlare di ripresa già dal 1945: nel dicembre di quello stesso anno la radio torna a trasmettere i celebri concerti Martini, lanciati con successo nel 1936 e sospesi nel 1943. I concerti proseguiranno sino al 1964 e contribuiranno a far conoscere in Italia l'astro nascente di Maria Callas. Gli anni cinquanta segnano il rilancio della Martini & Rossi, che si trasforma in Società per Azioni. In questi anni alle celebri firme della cartellonistica Martini & Rossi si affiancano nomi come Armando Testa, Mario Rossi, Attanasio Soldati, Andy Warhol.
Successivamente la società comincia a sperimentare nuove iniziative di comunicazione e di immagine, a cominciare dalle Terrazze Martini (aperte tra il 1948 e il 1965 a Parigi, Milano, Londra, Bruxelles, Barcellona, San Paolo del Brasile e Genova). Nel 1961 si inaugura a Pessione il Museo Martini di Storia dell'Enologia. Nel 1968 nasce il Martini Racing Team.

### I fondatori

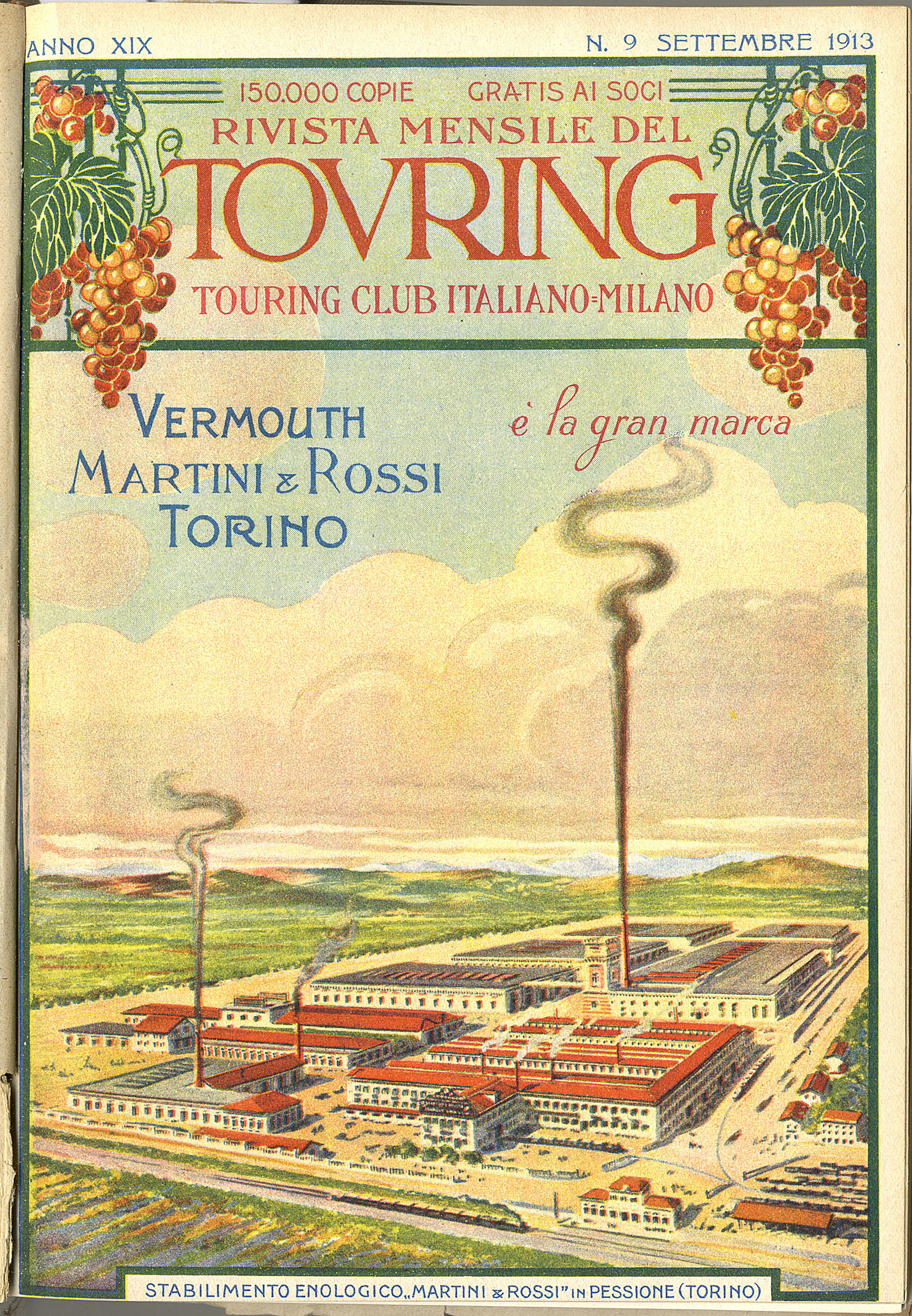
Disegno del 1913 dello stabilimento enologico Martini&Rossi a Torino

Teofilo Sola (1831-1879): nato a Carmagnola, svolge la professione di contabile presso la Distilleria Nazionale. Sarà proprio lui, insieme all'amico Alessandro Martini, a rilevare l'impresa e a dare inizio, nel 1863, alla nuova Martini, Sola e C.ia. Muore a 48 anni e nessuno dei suoi tre figli, Ernesto, Guido e Maria, proseguirà l'attività paterna.
Alessandro Martini (1824-1905): originario di Firenze, risiede a Torino dove lavora come venditore della Distilleria Nazionale; rilevandone le quote societarie nel 1863, fonda con Teofilo Sola quella che sarebbe presto diventata una delle più importanti società di vini e liquori in Piemonte, con il nome di Martini, Sola e C.ia. La cura degli aspetti commerciali e l'introduzione dei prodotti sui più lontani mercati del mondo continueranno a essere le sue principali occupazioni professionali.
Luigi Rossi (1828-1892): erborista e liquorista di talento, nasce a Valdellatorre, in Val Casternone. Trasferitosi a Torino da giovane, vi apre una bottega nel centro storico, molto rinomata per le erbe aromatiche e per il vermut. Nasce così un fitto rapporto con la Distilleria Nazionale, per la quale Rossi prepara estratti e vini aromatizzati. Nel 1863 viene coinvolto come terzo socio da Martini e Sola. Dal 1864 fissa la residenza a Pessione, seguendo personalmente la produzione della neonata Martini, Sola e C.ia.

### Le Terrazze Martini
Originariamente create negli anni cinquanta e sessanta come mezzo di comunicazione dell'azienda, le Terrazze Martini hanno poi rappresentato un punto d'incontro per personaggi dello spettacolo, della politica e della cultura.
Durante gli anni sessanta ne vennero aperte nove sedi, di cui sette in Europa, una in Africa (Casablanca) una in Sud America (Rio de Janeiro). Oggi l'attività prosegue a Milano e Pessione.
Nata nel 1958 e progettata dall'architetto Tomaso Buzzi, l'idea delle Terrazze Martini nacque nel 1948 a Parigi, quando i dirigenti della filiale francese di Martini & Rossi situata sugli Champs-Élysées decisero di aprire uno spazio di rappresentanza all'ultimo piano del palazzo.
Nel 1960 fu inaugurata la Terrazza Martini di Barcellona, nel palazzo di Plaça de Catalunya che ospitava già dal 1940 la sede della divisione spagnola. Tomaso Buzzi fu incaricato del design.
Nel 1961 a Bruxelles (allora recente sede del nuovo Mercato europeo comune) posta all'ultimo piano di un grattacielo in Place Rogier, viene inaugurata la terza Terrazza fuori dal territorio italiano.
La prima Terrazza Martini extraeuropea venne aperta nel 1963 a San Paolo del Brasile, in cima all'edificio del Conjunto Nacional.
Nel 1964 venne aperta la Terrazza Martini di Londra. Era sita all'ultimo piano della New Zealand House di Haymarket.
Nel 1965 fu inaugurata a Genova l'ultima Terrazza Martini. Posta al trentunesimo piano del grattacielo di Piazza Dante e la sua realizzazione fu anche stavolta affidata a Tomaso Buzzi.

### Espansione mondiale: la fusione con Bacardi
(Teofilo Sola, Genova, 1º febbraio 1864)
Il consolidamento dell'internazionalizzazione del Gruppo passa, a partire dagli anni 1960, attraverso l'acquisizione di prestigiosi marchi come Saint Raphael, William Lawson's, Offley Forrester, Gaston de Lagrange, Noilly Prat, Bénédictine, Otard, secondo una politica di diversificazione che spinge a puntare sui cosiddetti "prodotti complementari".
Nel 1977 l'esigenza di imprimere la massima coordinazione alle strategie produttive, pubblicitarie e commerciali delle varie società porta alla costituzione in Lussemburgo della holding GBC (General Beverage Corporation) e a Ginevra della GBM (General Beverage Management): la GBC raggiunge ben presto un posto di rilievo tra i produttori e i distributori di bevande alcoliche, con quasi 33 milioni di casse vendute in ogni parte del mondo; alla società facevano riferimento cinquantaquattro sussidiare internazionali. Nel dicembre del 1980, a seguito di un riassetto organizzativo del gruppo, la filiale in Italia della compagnia Martini & Rossi S.p.a. viene trasformata in holding finanziaria: le attività in precedenza gestite dalla società vengono immesse in una nuova compagnia, la Martini & Rossi I.V.L.A.S., nuova subholding operativa del Gruppo cui vengono conferite le attività industriali e commerciali in precedenza gestite dalla Martini & Rossi S.p.A. italiana. Alla Martini & Rossi S.p.A., di cui all'epoca era presidente Gregorio Rossi di Montelera, facevano riferimento ventotto società con sede in tutto il mondo.
Nel 1987 la società si diversifica rilevando il 10% del capitale della Saes, finanziaria che controlla la Rinascente; nello stesso anno Martini & Rossi, dopo aver già rilevato il 60% della società giapponese Jet - Japan Europe Trade Company, continua l'espansione nei mercati asiatici grazie un accordo con la compagnia Chang-li Wine Winery per la distribuzione dei propri prodotti in Cina. Sempre nel 1987 il Gruppo Martini incontra un altro grande gruppo multinazionale di matrice americana, la Bacardi Limited, cui affida attraverso la Bacardi Imports di Miami la distribuzione dei suoi prodotti negli Stati Uniti. S'instaura così un rapporto di fiducia e reciproca stima professionale che condurrà alla creazione di due importanti joint venture di distribuzione: la Westbay Distributions a Southampton e la United Wines & Spirits a Copenaghen. È di sei anni più tardi la fusione dei due Gruppi in un'unica grande entità produttiva, commerciale e distributiva, il Gruppo Bacardi-Martini.

### Premi e riconoscimenti internazionali
La Martini & Rossi negli anni ha conseguito molte onorificenze in occasione delle numerose Esposizioni commerciali internazionali: allestite nelle maggiori città d'Europa e d'oltre oceano, esse rappresentavano per le industrie preziose occasioni in cui presentare i prodotti.
Il diploma conseguito all'Esposizione Internazionale di Dublino del 1865 è uno dei primi importanti riconoscimenti che la Martini, Sola e C.ia consegue per "l'eccellente qualità di liquori". L'immagine della Vittoria, che orna il documento, viene introdotta sulle etichette, al fine di dare risalto al prestigioso risultato raggiunto. Alcuni anni dopo, nel 1878, l'azienda sarà premiata all'Esposizione Internazionale di Parigi con una medaglia d'oro. E sarà proprio l'immagine che ne decora un verso, la Fama alata, a sostituire stabilmente la Vittoria sulle etichette del vermouth.
Di seguito un elenco dei principali premi conseguiti.
1865, Dublino - Esposizione Internazionale: Medaglia a "Sola Martini & C." per "excellent quality of liqueurs"
1868 - Concessione dello Stemma Reale Sabaudo
1878, Parigi - Esposizione Universale, Diploma e Medaglia d'oro
1881, Milano - Esposizione Nazionale: Diploma di Medaglia d'oro
1882, Bordeaux - Esposizione Universale dei vini spirituosi, liquori e bevande fermentate: Diploma di medaglia d'oro per il Vermouth
1885, Anversa - Esposizione Universale: Diploma di Medaglia d'oro
1904, Saint Louis (Louisiana) - Esposizione Universale: Gran Premio per il Vermouth
1909, Quito - Esposizione Nazionale: Gran Premio e Medaglia d'oro per Vermouth, Liquori e Vini Spumanti
1910, Bruxelles - Esposizione Universale: Gran Premio per l'Italia e Medaglia
1911, Torino - Esposizione Internazionale delle Industrie e del Lavoro: Diploma di Gran Premio
1934, San Paolo del Brasile - Feira de Amostras: Gran Premio e Medaglia d'oro per il Vermouth
1937, Valparaíso - Esposizione dell'industria e del Commercio: Diploma di Medaglia d'oro per il Vermouth
1969, Pardubice - Grand Prix: Medaglia d'oro per il Vermouth
1980, Lipsia - Fiera Internazionale: Diploma di Medaglia d'Oro al Vermouth Martini Rosso per l'eccellenza nella qualità del prodotto.

## Lo sport: dal ciclismo al Martini Racing
La prima sponsorizzazione si verifica a Torino nel 1925 con la "Gran Coppa Martini & Rossi" e arriva al suo apice con i Giri d’Italia del 1934 e del 1936. Durante il primo, la società abbina il suo nome ai "Gran Premi della Montagna" e affianca alla corsa due "carri pubblicitari"; per il secondo prepara una lussuosa Isotta Fraschini 8 cilindri, che con la grande sagoma di una bottiglia di China montata sul bagagliaio percorre le strade al seguito degli atleti.
La Martini & Rossi si avvicina al mondo delle corse automobilistiche nel secondo dopoguerra. I primi approcci sono da sponsor esterno, esponendo il logo sui ponti pubblicitari o lungo le transenne che delimitano i circuiti. Nel 1968 viene fondato il Martini Racing Team. La sua avventura comincia nel 1971 nella categoria Endurance, ossia nelle gare di durata su pista. Il debutto avviene con la Porsche 917, che vince in quell'anno due classiche come la 12 Ore di Sebring e la 24 Ore di Le Mans. Quello tra Porsche e Martini Racing sarà un binomio di successo, che culminerà con i titoli mondiali del 1976 e del 1977, una collaborazione che si chiuderà nel 1980. Il nuovo capitolo si chiama Lancia: nel 1981 la Lancia Beta Montecarlo diventa campione mondiale con i colori del Martini Racing.
Il debutto in Formula 1 risale al 1972, con una scuderia italiana, la Tecno. Dopo quella prima esperienza, il Martini Racing Team nel 1975 sigla l'accordo con la Brabham di Bernie Ecclestone. Le monoposto sono guidate da Carlos Pace e Carlos Reutemann, che in quell'anno metteranno a segno una vittoria a testa. La Brabham Martini correrà sino al 1978. L'anno successivo, il Martini Racing sarà insieme alla Lotus del neo campione del mondo Mario Andretti. Il marchio Martini tornerà al grande motorismo nel 2006-2008: come sponsor della scuderia Ferrari.
Nell'arco di dieci anni, tra il 1982 e il 1992, con la Lancia si imporrà per sei stagioni consecutive (1987-1992). I circuiti vedranno inizialmente la Lancia 037 e poi, dal 1985, tutte le successive versioni della Lancia Delta, fino alle EVO gestite dalla famosa Scuderia JOLLY CLUB. Al volante, piloti famosi della categoria: Röhrl e Alen, Kankkunen, Biasion, Cerrato e altri. Chiusosi quel ciclo, tra il 1994 e il 1996 la Ford Escort Martini Racing dominerà con Franco Cunico il campionato italiano sempre con la Scuderia JOLLY CLUB. L'ultimo atto dell'avventura nel rally si situa tra il 1999 e il 2002, ingaggiando Sainz e McRae.
Dal 2014 al 2018 Martini è stato lo sponsor principale del team di F1 Williams.
Tra i premi sportivi promossi dal Martini International Club sono molti i trofei che, negli Stati Uniti, venivano consegnati annualmente ai migliori atleti di varie discipline, tra cui la vela, la motonautica, l'automobilismo, la scherma, il tennis e l'ippica, ai quali si aggiungeva un riconoscimento riservato ai "giornalisti e commentatori sportivi". I premi furono realizzati dalla gioielleria Tiffany di New York.

### La pubblicità
Il primo passo fu la cartellonistica d'autore.
Marcello Dudovich firma nel 1920 per la Martini & Rossi "la Dama Bianca". Tra gli illustratori della cartellonistica Martini si annoverano anche Giorgio Muggiani, che nel 1921 realizza per la Martini & Rossi un manifesto litografico.
È Armando Testa il nome più noto legato alla comunicazione pubblicitaria di Martini & Rossi. È sua l'illustrazione del "Gran Spumante Riserva Montelera", un'immagine in cui protagonista è una bottiglia "vestita" con cappa di seta e papillon. Testa fu anche autore di numerosi bozzetti, tra i quali il gallo realizzato con un collage di etichette a simboleggiare gli ingredienti dei cocktail.
Anche Andy Warhol lavorò come pubblicitario alla fine degli anni cinquanta. Tra i suoi committenti c'era anche la Martini & Rossi, che si affidò a lui per una campagna destinata al mercato americano, con disegni dedicati al mercato americano. Nei colori guida del rosso (per il sweet Martini – com'era denominato negli USA il Martini classico) e del verde (per il Martini dry).
L'azienda debuttò nel Carosello il 3 febbraio 1957, tra i primi quattro filmati c'era anche quello della China Martini, interpretato dagli attori Ernesto Calindri e Franco Volpi. Tra gli anni novanta e l'inizio del Duemila vengono ingaggiati Charlize Theron, Sharon Stone, Gwyneth Paltrow e George Clooney.

## Le sedi produttive

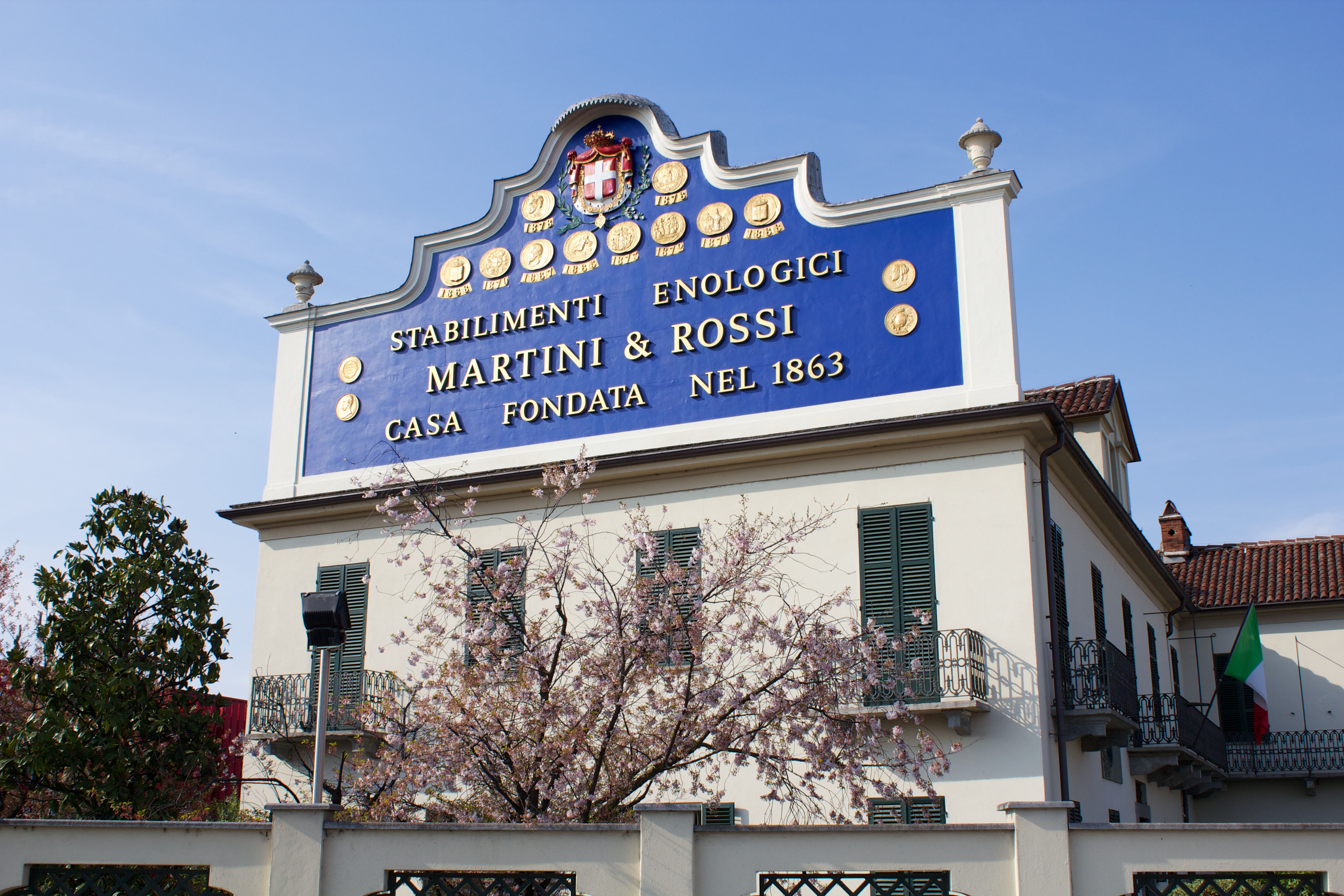
Stabilimenti enologici a Pessione

### Lo stabilimento di Pessione
Nel 1847 viene fondata la torinese "Distilleria Nazionale di Spririto da Vino", da cui deriverà la Martini & Rossi. Il primo intreccio con Pessione è datato 1852.
Torino cominciò ad ospitare un sempre maggior numero di aziende e opifici industriali, tra cui ebbero un posto di rilievo anche la produzione di vino, liquori e vermouth. Nel contempo, viene realizzata la linea ferroviaria fra Torino e il porto di Genova: tutto questo porta nel 1864 alla scelta di Pessione, localmente strategica, come sede centrale dello stabilimento produttivo della distilleria, sotto la guida creativa di Luigi Rossi. La palazzina , inizialmente affittata, verrà presto acquistata: è infatti strategicamente collocata sulla linea ferroviaria Torino-Asti-Genova, che la collega con le colline del Monferrato, da cui provengono i vini, e con la città marittima, porta aperta verso i mercati del mondo. Pochi decenni dopo gli esordi, Martini è un nome ormai affermato a livello internazionale.
Un decisivo punto di svolta arriva alla fine del XX secolo: nel 1993 la Martini & Rossi entra nel gruppo Bacardi, il terzo gruppo al mondo – nel settore bevande – per volume di affari, presente in 150 Paesi. Inserita in questo contesto, l'azienda di Pessione vive oggi due realtà complementari; la dimensione globale della produzione e quella locale dei rapporti con il territorio d'origine.

### Lo stabilimento di Santo Stefano Belbo
Lo stabilimento Martini di Santo Stefano Belbo è situato nella bassa Langa. La sua storia è relativamente recente, essendo subentrato allo stabilimento di Montechiaro d'Asti nel 1959.

## Archivio Storico
L'archivio storico della Martini & Rossi S.p.A. (estremi cronologici: 1847 - sec. XX seconda metà), conservato a Pessione, è suddiviso in due sezioni denominate Michel Re Agnelli e Baudino (estremi cronologici: 1847-1863) e Martini & Rossi (estremi cronologici: 1863-1950), che corrispondono ai cambi di ragione sociale dell'azienda, e un'ulteriore sezione denominata Filiale Buenos Aires (estremi cronologici: 1880-1910), con documentazione proveniente da questa località. Comprende, inoltre, una Collezione rassegna pubblicità (1938-1982) nella quale è dettagliatamente testimoniata l'evoluzione delle campagne pubblicitarie dell'azienda e della concorrenza, e circa 75 bozzetti e manifesti; raccoglie ancora materiale fotografico per circa 500 pezzi (1863 - anni '60 del Novecento), filmico e audiovisivo tutto posteriore al 1960.